# Ходять чутки
«Ходять чутки» (англ. Rumor Has It) — американська романтична комедія 2005 року режисера Роба Райнера, своєрідне продовження фільму «Випускник», з Дженніфер Еністон, Кевіном Костнером, Ширлі Маклейн та Марком Раффало в головних ролях.

## Сюжет
Молода жінка Сара зі своїм нареченим Джеффом приїздить до свого рідного міста Пасадіна на весілля молодшої сестри, де дізнається, що її померла мати Джоселін та бабуся Кетрін могли бути джерелом натхнення для роману Чарльза Веба «Випускник». Джефф звертає увагу Сари на те, що її батьки одружилися лише за дев’ять місяців до її народження. Відчуваючи збентеження від недавньої пропозиції Джеффа одружитися і дізнавшись, що її мати втекла до Кабо-Сан-Лукас за тиждень до свого весілля, Сара задумується, чи може однокласник матері по підготовчій школі Бо Берроуз, який дружив з Чарльзом Веббом, бути її біологічним батьком. Щоб з'ясувати це після весілля сестри Сара летить до Сан-Франциско, де Бо, тепер дуже успішний підприємець, виступає з промовою.

## В ролях
| Актор                 | Роль                 |
| --------------------- | -------------------- |
| Дженніфер Еністон     | Сара Геттінґер       |
| Кевін Костнер         | Бо Берроуз           |
| Ширлі Маклейн         | місис Кетрін Рішельє |
| Марк Раффало          | Джефф Дейлі          |
| Річард Дженкінс       | Ерл Геттінґер        |
| Міна Суварі           | Енні Геттінґер       |
| Макс Сандвосс         | Скотт                |
| Майк Фогель           | Блейк Берроуз        |
| Крістофер Мак-Дональд | Роджер Макманус      |

## Сприйняття
Фільм отримав змішані не дуже схвальні відгуки. Rotten Tomatoes дав оцінку 21 % на основі 116 відгуків від критиків і 41 % від більш ніж 250 000 глядачів.